# State of the Union (Band)
State of the Union ist eine US-amerikanische Future-Pop-Band um den Sänger Johann Sebastian.

## Geschichte
Ihr Debüt gab die Band 2002 mit dem Album Black City Lights bei dem von Adrian Hates gegründeten Label Accession Records. Mit den Folgeveröffentlichungen ab 2004 wechselte State of the Union zu WTII Records, bzw. für den europäischen Markt zu Infacted Recordings. 2004 erschien das zweite Album Inpendum. Das Debütalbum wurde 2005 als Black City Lights V.2 neu eingesungen und produziert. 2008 erschien das dritte Album Evol Love Industry.
2009 hatte State of the Union einen Auftritt auf dem Wave-Gotik-Treffen in Leipzig.
Nach der Single Dancing in the Dark 2010 und vier Jahren Pause erschien 2014 mit My Time Away das vierte Album.
Weitere vier Jahre später 2018 erschien nun das fünfte Album Indupop.
Wurden die ersten beiden Alben explizit für ihre eingängige Melodik gelobt, so wurde diese Eingängigkeit bei den folgenden Alben auch als zu starke Simplizität im Songwriting kritisiert, andere sahen im vierten Album eine abwechslungsreiche Weiterentwicklung.
Beim Album Indupop besann man sich wieder auf die Wurzeln und kehrte zu den eingängigen Melodien zurück. Es folgte im Jahr 2019 auch eine kleine Europatournee u. a. beim NCN Festival.
Das Cover-Artwork von State of the Union wird von Nathan Winter gestaltet. Wiederkehrendes Designelement – auch bei Live-Auftritten – ist ein stilisierter Reichsadler in Dreiecksform.
In einigen Videos von State of the Union haben die Ehefrauen bzw. die Lebensgefährtinnen einen Gastauftritt.

## Diskografie

### Alben
- 2002: Black City Lights (Accession Records, WTII Records, Infacted Recordings) – Re-Release 2005
- 2004: Inpendum (WTII Records, Infacted Recordings)
- 2008: Evol Love Industry (WTII Records, Infacted Recordings)
- 2014: My Time Away (WTII Records, Infacted Recordings)
- 2018: Indupop (Infacted Recordings)

### Singles und EPs
- 2004: Timerunner (WTII Records, Infacted Recordings)
- 2006: Infact1on One (zusammen mit Les Anges De La Nuit; Conetik und Michigan) (Infacted Recordings)
- 2010: Dancing in the Dark (Infacted Recordings)
- 2018: Mindless (Infacted Recordings)
- 2019: Industrial Slither (Infacted Recordings)